# Dinalupihan

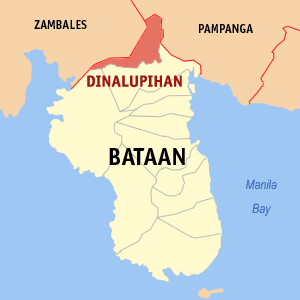
Dinalupihans läge i Bataan

Dinalupihan är en ort i Filippinerna som är belägen i provinsen Bataan i regionen Centrala Luzon. Den har 106 371 invånare (folkräkning 1 maj 2015).
Dinalupihan räknas officiellt inte som stad utan är en kommun. Kommunen är indelad i 46 smådistrikt, barangayer, varav samtliga är klassificerade som tätortsdistrikt.